# Троянская, Олеся
Оле́ся Троя́нская (настоящее имя Троя́нская Гали́на Влади́мировна; 8 мая 1957 — 22 июля 1995, Москва) — советская и российская блюз- и рок-певица, поэтесса, одна из первых исполнительниц тяжелой музыки с женским вокалом на советской сцене.

## Начало карьеры. «Смещение»
Группа «Смещение» была создана в 1980 году по инициативе басиста Алика Грановского (ныне лидер группы «Мастер») и гитариста Андрея (Крустера) Лебедева из остатков группы «Млечный путь» (1974—1978 гг.), где барабанщиком был Сергей Шелудченко, который тоже влился в новый проект. Но группе не хватало хорошего вокалиста, и художник Сергей Шутов посоветовал пригласить Олесю Троянскую. Поначалу музыканты колебались, однако её артистизм и весьма мощный голос развеяли все сомнения.
В конце 1981 года «Смещение» дало свой первый концерт. Музыка группы представляла собой необычную для того времени смесь прогрессивного рока с элементами хэви-метала. Вероятна некоторая преемственность репертуара «Мастером», так как музыкальная карьера Алика Грановского начиналась именно со «Смещения». Доподлинно известно, что композиция «Мастера» «Таран» написана ещё до «Смещения» (сильно переделанная авторами песня «Бледный ураган» из репертуара «Млечного пути» на слова Сергея Жарикова). Тексты первых песен группы («Джинсы», «Дорога», «Собака-атом», «Стихия», «Голодная чума», кавер на Into the Fire группы Deep Purple «Лучше смерти будет только смерть» и др.) были также написаны Сергеем Жариковым, первым барабанщиком группы «Млечный путь», позже лидером группы «ДК».
Ситуация с роком в Советском Союзе была тяжелая, концерты не поощрялись, и за всю историю своего существования «Смещение» дало всего десять концертов. Тем не менее, этого оказалось достаточно, чтобы обрести устойчивую популярность в столице, особенно после феерического выступления группы на Вильнюсском фестивале «Opus». Принято считать, что студийных записей от «Смещения» не осталось вообще, а все концертные записи выходили в очень низком качестве из-за алкогольного опьянения оператора.
Осенью 1983 года группа прекратила своё существование. По некоторым версиям, это произошло из-за того, что милиция начала охоту за «Смещением», и Грановский с Крустером решили покинуть Москву, тем более, что они получили приглашение от Петрозаводской филармонии. Троянская осталась в Москве. «Так от великой группы, считавшейся абсолютным выражением рок-н-ролла в СССР, осталась только легенда.» Какое-то время Олеся продолжает выступать сольно, но вскоре наркотическая зависимость берёт над ней верх, и все выступления прекращаются.
На сегодняшний день осталась единственная и крайне неудачная запись «Смещения» с сильно заваленным вокалом, однако группа, если верить публикациям, продолжает жить в памяти тех, кто был на их редких концертах. В Интернете доступны лишь некоторые песни Олеси с альбома «Пейте с нами!» (сплит-диск с группой «Автоматические удовлетворители», куда вошла запись выступления группы Троянской на фестивале «Индюки Златоглавые», 1992), с квартирника 1985 года, а также вошедшие в «Концерт у Кати» (1986), где Олеся выступала с Александром Башлачёвым.

## Личная жизнь
О личной жизни Олеси Троянской известно не так много. Три раза выходила замуж. Первый муж — Сергей Троянский, второй — Андрей Шаталин (гр. «Алиса») и последний — Вячеслав Жеревчук. Двое детей от разных браков — Георгий Троянский (1978 г.р.) и Иван Шаталин.
Дети жили отдельно, с бабушками и дедушками, так как их родители вели свободный образ жизни.
Олеся страдала от сильной наркотической зависимости. Долго и мучительно избавлялась от неё через алкоголь. После десятилетнего перерыва собрала новую группу.
22 июля 1995 года Олеся Троянская умерла от рака груди дома на руках своего мужа Вячеслава Жеревчука. До последнего момента репетировала со своей новой группой, пока метастазы не вошли в позвоночник. Урна с прахом захоронена в Москве на Введенском кладбище (7 уч.), родственное захоронение. На могиле нет ни памятника, ни даже надгробной таблички, и отыскать её довольно сложно. Могила находится недалеко от колумбария на одной из тупиковых дорожек, в самом конце дорожки. Есть табличка, которую оставил один из посетителей. На 2020 год могила не ухожена.

## Дискография
1995 — «Пейте с нами»